# ریبل (فیلم ۲۰۱۲)
ریبل یا شورشی و (به انگلیسی: Rebel) فیلمی هندی محصول سال ۲۰۱۲ و به کارگردانی راغوا لارنس است. در این فیلم بازیگرانی همچون پرابهاس، تمنا باتیا، موکش ریشی، دکشا ست، کریشنام راجو، کمال حسن و کلی دروجی ایفای نقش کرده‌اند.